# Growl (program)
Growl – system powiadamiania dla OS X na licencji BSD. Growl wyświetla małe powiadomienia o zdarzeniach, które użytkownik uzna za istotne. Aplikacja instaluje się jako panel w preferencjach systemowych systemu OS X.
Growl obsługuje m.in. iChat, Adium, Skype, Mozilla Thunderbird, Mail, Safari, Mozilla Firefox czy iTunes (GrowlTunes).
Growl stracił na znaczeniu po wprowadzeniu przez firmę Apple funkcji Centrum powiadomień w systemie OS X Mountain Lion.